# Malmo (Minnesota)
Malmo és una comunitat no incorporada i districte de negocis al comtat d'Aitkin, Minnesota, Estats Units. La comunitat és al cantó nord-est del llac Mille Lacs a la cruïlla de les carreteres estatals 18 i 47 i la carretera del comtat d'Aitkin 2.
Malmo es troba entre Malmo Township i Lakeside Township. És a prop de les localitats d'Isle, Glen, Garrison i Aitkin. La comunitat és a 21 milles al sud-est de la ciutat d'Aitkin. Malmo rep el nom de la ciutat sueca de Malmö.